# Беззубцев, Юрий Афанасьевич
Юрий (Юшка) Афанасьевич Беззу́бцев (ум. после 1617) — сын боярский, сотник путивльских казаков, активный участник Смутного времени. Из рода дворян Беззубцевых, родственников Шереметевых и Романовых. Сын Афанасия Ивановича Беззубцева. 

## Биография
Происходил из путивльских помещиков. По данным отдельной книги 1594 года, роду Беззубцевых (Афанасию Беззубцеву, его детям Юрию и Мартину) принадлежала пашня близ речки Бронницы в Путивльском уезде. В 1589 году Юрий Беззубцев был казачьим головой в Путивле. Был послан в Запороги для доставки казакам денежного жалования. В период Смуты Юрий Беззубцев сыграл ведущую роль в падении Путивля, поддержав восстание посадских людей и казаков, что привело к кардинальной перемене на театре военных действий и, по сути, спасло Лжедмитрия I от краха. Руководителями путивльского повстанческого лагеря 18 ноября 1604 года стали местные дети боярские Ю. Беззубцев и С. Булгаков. Управляли Путивлем трое присланных из Москвы воевод — М. М. Салтыков, князь В. М. Рубец-Мосальский и дьяк Б. И. Сутупов. Письмо, написанное неизвестным поляком из-под Новгорода Северского в дни мятежа 18 ноября 1604 года в Путивле, показывает, что восставшим помогал дьяк Богдан Сутупов, а член Боярской думы М. Салтыков и даже кн. Мосальский (будущий организатор убийства царевича Федора Годунова и царицы Марии Годуновой) были на стороне царя Бориса и пытались противодействовать мятежу, но их связали и увезли в лагерь самозванца. Во время восстания дьяк Б. Сутупов уберег казну, с крупной суммой, предназначенные для выплаты жалованья служилым людям и крепостного строительства, а затем доставил ее самозванцу в его лагерь.
Весной 1605 года Юрий Беззубцев активно поддерживал Лжедмитрия I против царя Бориса Годунова. В апреле-мае 1605 года сыграл значительную роль во время наступления самозванца на Москву. Боярин и воевода Михаил Глебович Салтыков, руководивший тогда штурмом Кром, где укрылись сторонники самозванца — донские казаки во главе с атаманом А. Т. Корелой, стал обстреливать крепость из артиллерии. Скоро от неё уже ничего не осталось, но донцы сражались с яростью обреченных, не желая сдаваться живыми в руки царского воеводы. Атаман Андрей Корела предупредил самозванца, что ему придется сдать Кромы, если «царевич» не пришлет к нему подкрепления. Самозванец собрал, сколько смог, ратных людей в Путивле и отправил отряд (500 чел.) под командованием сына боярского Юрия Беззубцева к Кромам. Ю. Беззубцев смог обмануть бдительность царских войск, сосредоточенных в лагере главного воеводы князя Ф. И. Мстиславского под Кромами, и беспрепятственно пробраться в крепость вместе с обозами с продовольствием и припасами: «Пришол в Кромы из Путивля от Ростриги Юшко Беззубцов с путимцы на помощь кромских сидельцам». Вскоре атаман Андрей Корела был ранен, и казаки перестали совершать вылазки из осажденной крепости. Царским же воеводам теперь стало не до казаков, так как в лагере вспыхнула дизентерия. Из царской армии началось повальное дезертирство как простых ратников, так и детей боярских и дворян.
В 1606—1607 годах Юрий Беззубцев принимал активное участие в восстании под руководством Ивана Исаевича Болотникова против нового царя Василия Шуйского, возглавляя отряд казаков, беглых холопов и крестьян. В августе 1606 года в битве под Кромами И. Болотников и Ю. Беззубцев разгромили царское войско под предводительством князя Юрия Трубецкого и боярина Михаила Нагого. Затем участвовал в походе повстанческой армии на Москву и её неудачной осаде. В декабре 1606 года после разгрома под Москвой и раскола в лагере восставших Юрий Беззубцев сохранил верность Ивану Болотникову. В бою под селом Коломенским в плен был взят Дмитрий Беззубцев, старший сын Юрия. В дальнейшем Юрий Беззубцев участвовал в битве на Вырке, обороне Калуги и Тулы от царской армии. В октябре 1607 года после капитуляции Тулы царь Василий Шуйский наказал всех главных руководителей мятежников, кроме Беззубцева. Юрий Беззубцев во главе 4-х тысячного отряд казаков был отправлен под Калугу, чтобы уговорить мятежников сложить оружие и сдаться. Из-под Калуги Юрий Беззубцев с казаками ушел на Северщину, где присоединился с Лжедмитрию II.
В 1609 году Юрий Беззубцев выступал на стороне Тушинского вора, затем в 1611 году стал участником Первого народного ополчения.
При Михаиле Фёдоровиче воевода в Путивле. Под командованием Беззубцева путивляне и черниговцы в 1614 году вторглись в пределы Речи Посполитой, взяли и сожгли Синеч, захватили артиллерию, множество трофеев и полона. Затем была взята Лохвица, где был отбит русский полон. В следующем году такой же отряд во главе с Беззубцевым вместе с рылянами Константина Ширкова взял Хорол и Миргород, вновь захватив множество трофеев и полона, отбив русский полон. За это от царского правительства Беззубцеву была пожалована чарка в три рубля, восемь аршинов камки на шесть рублей и 10 куницы на 12 рублей. Беззубцев оставался на головстве в Путивле минимум до 1617 года. Вплоть до Деулинского перемирия ему принадлежало село Салыгино в Новгород-Северском уезде.